# Jeanne-Marie Marsan
Jeanne-Marie Marsan, född Chapiseau 1746 i Faubourg Saint-Germain i Paris, död 25 februari 1807 i New Orleans, var en fransk skådespelare och operasångerska. Hon var den ledande scenartisten på Saint-Domingue före den haitiska revolutionen, och hade sedan samma ställning på den första teatern i New Orleans i Louisiana. 
Hon var gift med kollegan Pierre Legendre Marsan, som 1765 tvingades lämna Frankrike för Martinique. Marsan var 1765-1775 ett känt namn i Frankrike och Tyskland innan hon sistnämnda år reste med sina barn till maken på Martinique. Familjen var 1775-80 anställda vid teatern i Saint-Pierre på Martinique och flyttade sedan till Haiti, där hon år 1780 blev anställd vid Comédie du Cap i Cap-Haïtien. Hon var den största stjärnan i Haiti; hon uppträdde i både tragedi och komedi, drama och opera, och jämfördes 1787 med Frankrikes stjärna Louise-Rosalie Dugazon. Det är inte känt när Marsan lämnade Haiti, men flera medlemmar av teaterns personal, inklusive dess direktör Jean Baptiste Le Sueur Fontaine , lämnade kolonin då staden attackerades 1793 och tros året efter ha befunnit sig i New Orleans.  
År 1795 bekräftas hennes närvaro i New Orleans, och 22 mars 1796 tros hon ha spelat huvudrollen i den första opera som uppfördes i staden på dess första teater, Théâtre de la Rue Saint Pierre, vars direktör var hennes förre arbetsgivare Jean Baptiste Le Sueur Fontaine. Då den nygrundade teaterns organisation fastställdes 1797 var hon vid sidan av Clerville och Delaure dess högst betalda aktör.   
Då teatern stängdes 1800 avslutade hon sin karriär och levde på inkomsten från en gård som köpts för henne av direktören.